# Красная накидка
«Красная накидка» (фр. La Capeline rouge, Camille Monet), также известная как «Мадам Моне» или «Красный платок», — снежный пейзаж, написанный французским импрессионистом Клодом Моне. На картине изображена жена Клода Моне Камилла: одетая в красную накидку, она проходит за окном.
Моне написал картину, живя в Аржантёе. Уединённая обстановка в его доме позволяла ему относительно спокойно рисовать, а также проводить время со своей семьёй. Это единственный известный снежный пейзаж Моне, на котором изображена Камилла. С 1958 года он находится в коллекции художественном музей Кливленда в Кливленде, штат Огайо.